# ERC Rödermark
Der ERC Rödermark war ein Eishockeyverein aus dem hessischen Rödermark. Er spielte von 1984 bis 1987 in der Oberliga. Spielort war die Eissporthalle Rödermark.

## Spielzeiten
| Saison  | Liga                        | Platzierung | Relegation            | Platzierung           |
| ------- | --------------------------- | ----------- | --------------------- | --------------------- |
| 1981/82 | Regionalliga Süd-West Gr. 1 | 4.          |                       |                       |
| 1982/83 | Regionalliga Süd-West       | 3.          |                       |                       |
| 1983/84 | Regionalliga Süd-West       | 1.          | zur OL Nord           | 1.                    |
| 1984/85 | Oberliga Nord               | 4.          | zur 2. BL Nord        | 9.                    |
| 1985/86 | Oberliga Mitte              | 3.          | zur 2. BL Nord        | 6.                    |
| 1986/87 | Oberliga Mitte              | 4.          | Mannschaft abgemeldet | Mannschaft abgemeldet |